# Christine Hünefeldt
Christine Hünefeldt (Alemania, 1950) es una historiadora, profesora e investigadora alemana especializada en Estudios andinos. Aunque es alemana de nacimiento, creció en los Andes peruanos.

## Biografía
Christine Hunefeldt estudió en el Bachillerato Alemán en Perú. Aunque durante la etapa escolar la Historia no fue parte de sus predilecciones sino lo fueron las matemáticas y química. Al ingresar al bachillerato alemán sus intereses cambiaron. Dentro del bachillerato la historia fue contada de forma distinta a la etapa escolar. Profesores le sirvieron de inspiración. Y en esa misma época visitó la Universidad de San Marcos donde pudo ver el interés de los jóvenes en la Historia. Todo despertó el interés de hacer y estudiar la historia.
Christine intentó seguir sus estudios universitarios en la Universidad de San Marcos, pero esto no fue posible porque su bachillerato no pudo ser válido como entrada a la universidad, por lo que se fue a estudiar a la Universidad de Tubinga. Ahí se encontró con Thomas Barthel, etnógrafo que estuvo ligado al Perú a través de sus estudios sobre los pallares de la cultura Mochica-Chimú. Esto despertó aún más el interés de Christine Hunefeldt de estudiar la historia del Perú.
Regresó al Perú en 1973, continúo sus estudios e intentó culminar su Licenciatura, así estudió en la universidad de San Marcos en la especialidad de Antropología. En la búsqueda de trabajo durante su llegada a Perú, trabajó como docente en la Universidad de Huacho en el departamento de Sociología. También llegó al Instituto de Estudios Peruanos (IEP) mientras era maestra en la universidad de Huacho. Y trabajó en un proyecto de investigación de José Matos Mar sobre las barridas de Lima, específicamente en el Cerro San Cosme.
En Inglaterra estudió en la Universidad de Cambridge. Estudió Antropología Social. Luego obtuvo el doctorado en Etnografía e Historia en la Universidad de Bonn, Alemania en 1982. Entre 1984 y 1990 formó parte del Departamento de Economía de la Pontificia Universidad Católica del Perú (PUCP). Desde 1990 trabaja en la Universidad de San Diego, California - Estados Unidos, como docente en el departamento de Historia.
Su investigación se centra en la historia de América Latina con énfasis en la historia andina, la vida de las mujeres, las poblaciones indígenas y los esclavos. Realiza frecuentes conferencias y viajes de estudio entre los dos continentes y más allá de esas fronteras.

## Publicaciones
- 2021: Mesianismo, Reformismo, Rebelión: los Andes en el siglo de la Ilustración. (con Alexandre Belmonte - eds. Editorial Yolanda Carlessi). En español.
- 2018: As minas e o cotidiano do mineral: experiências humanas coloniais. (con Alexandre Belmonte - eds. Editorial: Estudos Americanos). En portugués.
- 2018: Crafting Borders: From Tordesillas and Q’osqo to Andean Nation-States.1500-1900 . (Editorial: Independently published). En inglés.
- 2004: A Brief History of Peru. (Editorial: Facts on File). En inglés.
- 2000: Liberalism in the bedroom: quarreling spouses in nineteenth-century Lima. (Editorial: Pennsylvania State University Press). En inglés.
- 1994: Paying the Price of Freedom: Family and Labor among Lima's Slaves, 1800–1854. (Editorial: University of California Press). En inglés.
- 1992: Los manuelos, vida cotidiana de una familia negra en Lima del siglo XIX: una reflexión histórica sobre la esclavitud urbana. (Editorial: Instituto de Estudios Peruanos).
- 1988: Mujeres: esclavitud, emociones y libertad. Lima 1800-1854. (Editorial: Instituto de Estudios Peruanos)